# Теодора Грецька та Данська
Теодора Грецька та Данська (грец. Θεοδώρα της Ελλάδας και Δανίας), ( 30 травня 1906 — 16 жовтня 1969) — принцеса Греції та Данії з династії Глюксбургів, донька грецького принца Андрія та Аліси Баттенберг, дружина титулярного великого герцога Баденського Бертольда, сестра герцога Філіпа Единбурзького.

## Біографія
Теодора народилась в палаці Татої 30 травня 1906 року. Вона була другою дитиною та другою донькою в родині принца Андрія Грецького та його дружини Аліси Баттенберг. Дівчинка мала старшу сестру Маргариту. Згодом в сім'ї з'явились молодші діти: Сесилія, Софія та Філіп.

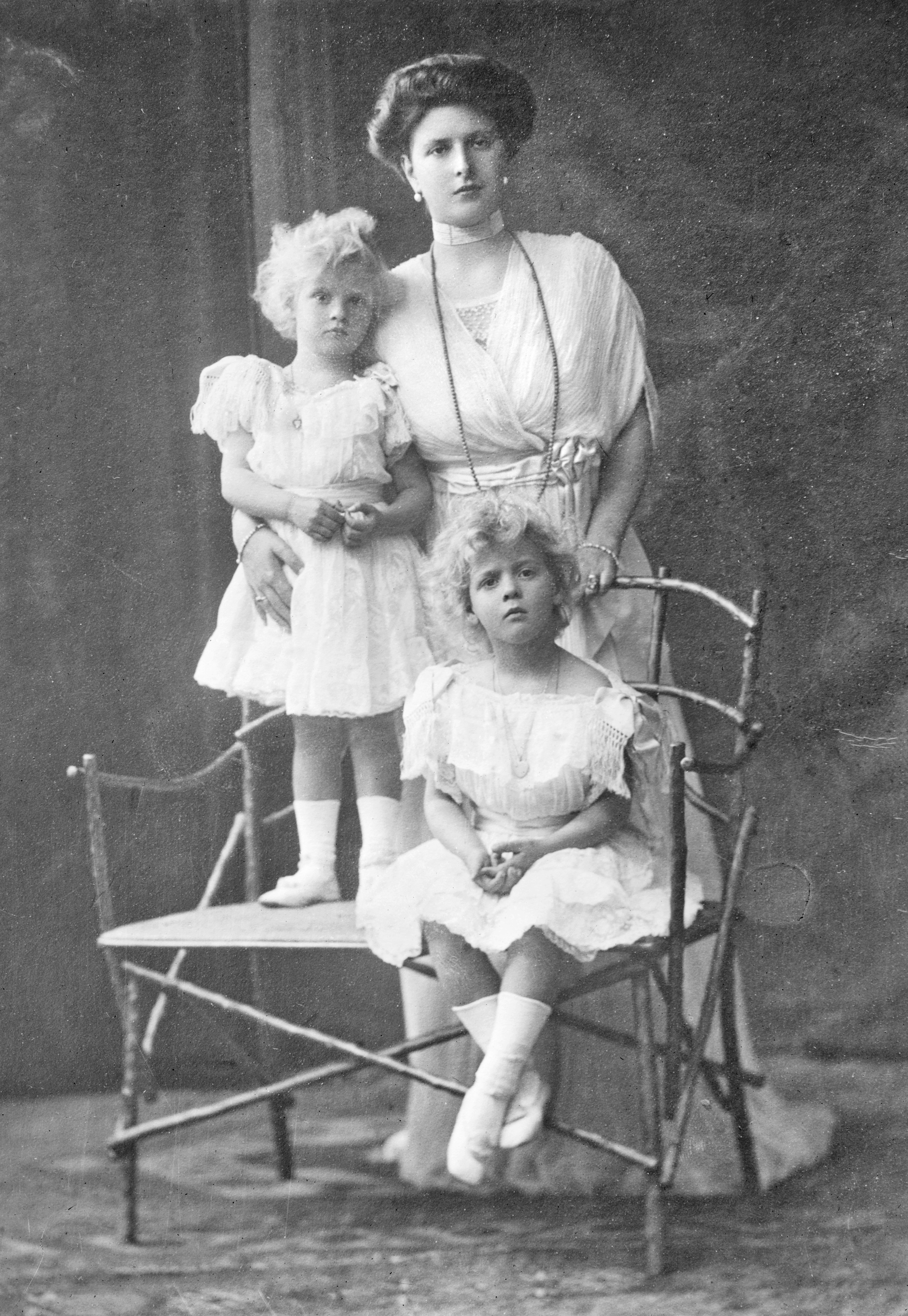
Теодора (стоїть) з матір'ю та старшою сестрою, бл.1912

Батько був військовиком, матір займалася переважно благодійністю. Через російські корені батька вони часто навідували Росію.
У 1916 році, під час Першої світової війни, родина змушена була ховатися під час бомбардувань у підвалах королівського палацу в Афінах. У червні 1917 року сім'я залишила країну і оселилася у швейцарському Санкт-Моріці. Аліса Баттенберг із доньками навідала Німеччину.
Після відновлення на троні її діверя, короля Костянтина, сімейство ненадовго повернулося до Греції. Вони проживали на віллі Монрепо на острові Корфу. Після того, як військові за два роки знову захопили владу в країні, родина принца Андрія залишила Грецію на борту британського крейсера «Каліпсо», вирушивши до Італії. Вони прибули до Бріндізі й направилися у Рим. Там стало відомо, що ніякої допомоги родина не отримає. Теодору та Маргариту після цього відправили до Англії, під нагляд бабусі Вікторії.
Батьки із молодшими дітьми оселилися у невеличкому домі у Сен-Клу поблизу Парижа. Матір працювала у благодійному магазині для біженців і ставала все більш релігійною. У 1930 році у неї стався важкий нервовий зрив, після чого лікарі констатували параноїдальну шизофренію. Її примусово віддалили від родини та вивезли до Швейцарії. Там вона провела наступні два роки і не була присутньою на весіллі доньок.
У грудні 1930-го взяла шлюб Софія, у лютому 1931 року — Сесилія, у квітні — Маргарита.

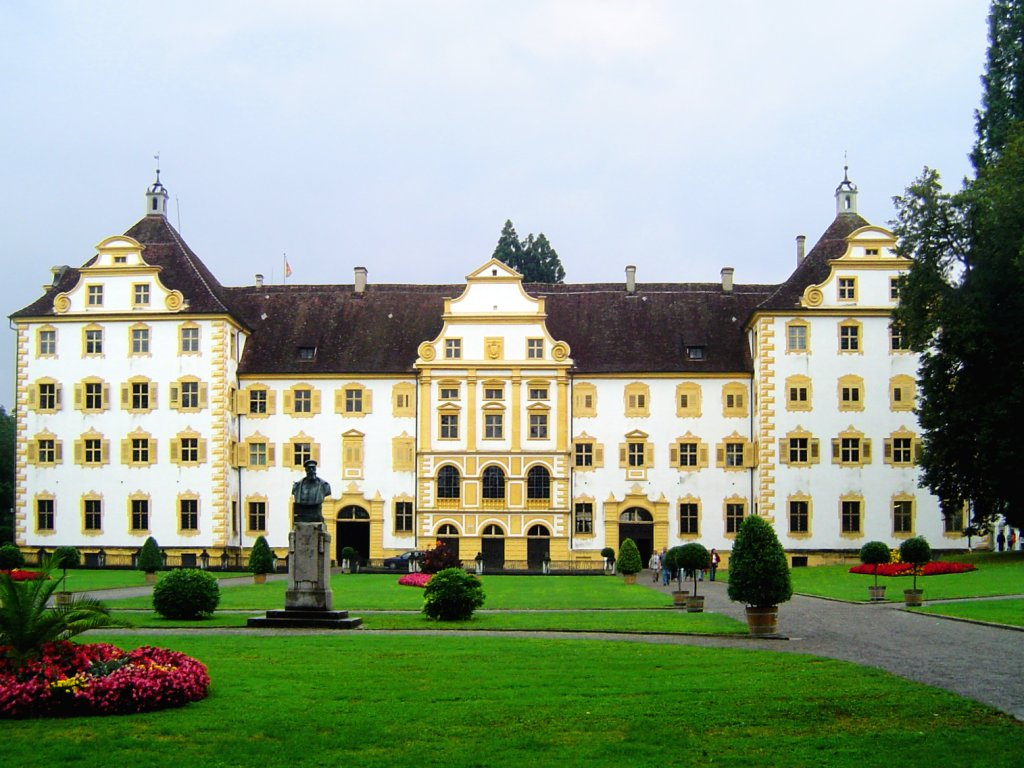
Замок Салем

Теодора за кілька місяців наслідувала їх приклад. Оскільки вона не знала німецької, то разом із сестрами пройшла інтенсивні мовні курси. Її весілля відбулося 17 серпня 1931 року у Новому замку Баден-Бадена. Теодора, якій виповнилося 25 років, одружилася із своїм однолітком Бертольдом Баденським, сином Максиміліана Баденського. Наречений був головою правлячого дому Бадену та титулярним правителем вже неіснуючого великого герцогства Баденського. У подружжя народилося троє дітей. Жила родина у замку Салем.
Бертольда Баденського не стало у жовтні 1963. Теодора померла шість років потому в клініці Бюдінгена через проблеми з артеріями. Її поховали поруч із чоловіком на родинному цвинтарі Баденського дому в Салемі.

## Родина
Чоловік — Бертольд, маркграф Баденський
Діти:
- Маргарита (1932—2013[5]) — дружина принца Томіслава Югославського, мала сина та доньку;
- Максиміліан (1933-2022) — голова Баденського дому, одружений з Валерією Австрійською, мав чотирьох дітей;[6]
- Людвіг Вільгельм (нар.1937) — одружений з Анною-Марією Ауерсперзькою, має трьох дітей.[7]

## Нагороди
Великий хрест ордену Святих Ольги та Софії (Грецьке королівство).

## Титули
- 13 травня 1906—17 серпня 1931 — Її королівська високість Принцеса Теодора Грецька та Данська;
- 17 серпня 1931—27 жовтня 1963 — Її королівська високість Маркграфиня Баденська;
- 27 жовтня 1963—16 жовтня 1969 — Її королівська високість Вдовіюча Маркграфиня Баденська.